# Corredor verde de Vietnam
Corredor verde de Vietnam es uno de los últimos bosques húmedos perennes de tierras bajas que quedan en ese país, soporta poblaciones significativas de especies amenazadas. Se encuentra en la provincia de Thua Thien-Hue, y también forma parte de la cordillera Annamita de Vietnam. El área incluye algunos de los tramos más largos restantes de las tierras bajas de río con hábitat de bosque intacto en Vietnam, que se sostienen por el río Perfume. Los bosques tropicales probablemente existieron como cobertura continua de bosque inalterado durante miles de años, y, en consecuencia, ofrecen un hábitat único para muchas especies.